# Gaston Fourrier
Gaston Eloi Joseph Fourrier (* 25. September 1903 in Boulogne-sur-Mer; † 7. November 1976 in Neuilly-sur-Seine) war ein französischer Handelsvertreter und Politiker. Er war von 1948 bis 1959 Senator für Niger.

## Leben
Gaston Fourrier ließ sich in den 1920er Jahren in Niamey in der französischen Kolonie Niger nieder, wo er als Handelsvertreter für das Import-Export-Unternehmen Personnaz et Gardin arbeitete. Er wurde Mitglied der Handelskammer von Dahomey und Niger, deren Sektion Niger-West er mehrmals vorsaß. Bei den Wahlen zum Generalrat am 5. Januar 1947 wurde er vom ersten Wahlkollegium in das neugeschaffene Parlament der Kolonie Niger gewählt. Wahlen in Niger erfolgten zu dieser Zeit nach einem Kollegiensystem durch Bürger Frankreichs. Es gab noch kein allgemeines Wahlrecht. Das erste Wahlkollegium setzte sich de facto aus den französischen Staatsbürgern aus Metropolitan-Frankreich in Niger zusammen. Das zweite Wahlkollegium bestand aus weiteren französischen Unionsbürgern in Niger. Fast zeitgleich zu seiner Wahl in den Generalrat Nigers kandidierte Fourrier als Parteiloser im ersten Wahlkollegium für das Amt eines Senators für Niger im Rat der Republik, dem Oberhaus des französischen Parlaments, verlor jedoch gegen Raoul Streiff.
Bei den Neuwahlen am 14. November 1948 setzte sich Fourrier als RPF-Kandidat schließlich gegen Streiff durch und zog als Senator für Niger in den Rat der Republik ein. Dort schloss er sich der Fraktion Action Démocratique et Républicaine an und wurde 1951 Mitglied der Ausschüsse für Versorgung und für Übersee-Frankreich. Er wurde am 18. Mai 1952 als Senator einstimmig wiedergewählt und wurde nun Fraktionsmitglied des Rassemblement d’Outre-Mer. Zunächst gehörte er dem Ausschuss für Presse an, dann dem Ausschuss für Familienangelegenheiten. 1957 brachte Fourrier einen Resolutionsvorschlag ein, am 21. Juli 1957 den hundertsten Gründungstag der Tirailleurs sénégalais zu feiern. Am 8. Juni 1958 wurde er erneut als Senator für Niger wiedergewählt. In Niger hatte sich Fourrier der regierenden Partei Sawaba angeschlossen. Gemeinsam mit anderen Dissidenten stellte er sich gegen die Linie des Parteivorsitzenden Djibo Bakary, die ein Nein beim Verfassungsreferendum in Niger am 28. November 1958 und damit die sofortige Unabhängigkeit Nigers von Frankreich vorgab. Wenige Wochen vor der Abstimmung gründete Gaston Fourrier mit Issoufou Saïdou Djermakoye und Adamou Mayaki eine Splitterpartei, die Union Franco-Nigérienne, und forderte den Rücktritt Djibo Bakarys als Regierungschef. Das Referendum endete mit einem Ja und führte zur raschen Entmachtung von Bakarys Sawaba. Fourriers Mandat als Senator für Niger endete am 15. Juli 1959, etwa ein Jahr vor der tatsächlichen Unabhängigkeit Nigers von Frankreich.